# Poster Child
Poster Child è un singolo del gruppo musicale statunitense Red Hot Chili Peppers, pubblicato il 4 marzo 2022 come secondo estratto dal dodicesimo album in studio Unlimited Love.

## Descrizione
Dalle spiccate sonorità funk e acid jazz, il brano rappresenta una filastrocca che racconta l'influenza di certi idoli da copertina sulle persone attraverso diverse citazioni e riferimenti alla cultura pop e alla scena musicale del passato.

## Video musicale
Il video, diretto da Julien & Thami e animato dal Hedi Nabil insieme alla coppia di registi, è stato inizialmente diffuso in esclusiva sulla pagina Facebook del gruppo in concomitanza con il lancio del singolo per poi essere pubblicato su YouTube il 6 marzo successivo.

## Tracce
Testi e musiche di Anthony Kiedis, Flea, John Frusciante e Chad Smith.
1. Poster Child – 5:18

Traccia bonus nell'edizione di Spotify
1. Black Summer – 3:52

## Formazione
Hanno partecipato alle registrazioni, secondo le note di copertina di Unlimited Love:
Gruppo
- Anthony Kiedis – voce
- John Frusciante – chitarra, voce, sintetizzatore, tastiera, mellotron
- Flea – basso
- Chad Smith – batteria

Altri musicisti
- Cory Henry – organo
- Lenny Castro – percussioni

Produzione
- Rick Rubin – produzione
- Ryan Hewitt – registrazione, missaggio
- Bo Bodnar – ingegneria del suono
- Phillip Broussard Jr. – ingegneria del suono
- Jason Lader – ingegneria del suono
- Ethan Mates – ingegneria del suono
- Dylan Neustadter – ingegneria del suono
- Jonathan Pfarr – assistenza all'ingegneria
- Chaz Sexton – assistenza all'ingegneria
- Chris Warren – assistenza tecnica
- Henry Trejo – assistenza tecnica
- Lawrence Malchose – assistenza tecnica
- Charlie Bolois – assistenza tecnica
- Chris Warren – tecnico gruppo
- Henry Trejo – tecnico gruppo
- Sami Bañuelos – assistenza gruppo
- Bernie Grundman – mastering (LP)
- Vlado Meller – mastering (CD, download digitale)
- Jermey Lubsey – assistenza al mastering (CD, download digitale)